# 花木路
花木路是中华人民共和国上海市浦东新区的一条街道，东西走向。东起罗山路，西至杨高南路，全长3.7公里。花木路西接峨山路，与2号线相交。世纪公园站1、4号口可达位于花木路的世纪公园7号门。

## 周边建筑物
- 世纪公园
- 上海耀中国际学校御翠園校舍[1]

## 交会道路（东向西）
- 罗山路
- 芳甸路
- 银霄路
- 白杨路
- 海桐路

咸塘浜桥

- 玉兰路
- 锦绣路
- 东绣路
- 锦康路
- 杨高南路

## 图集

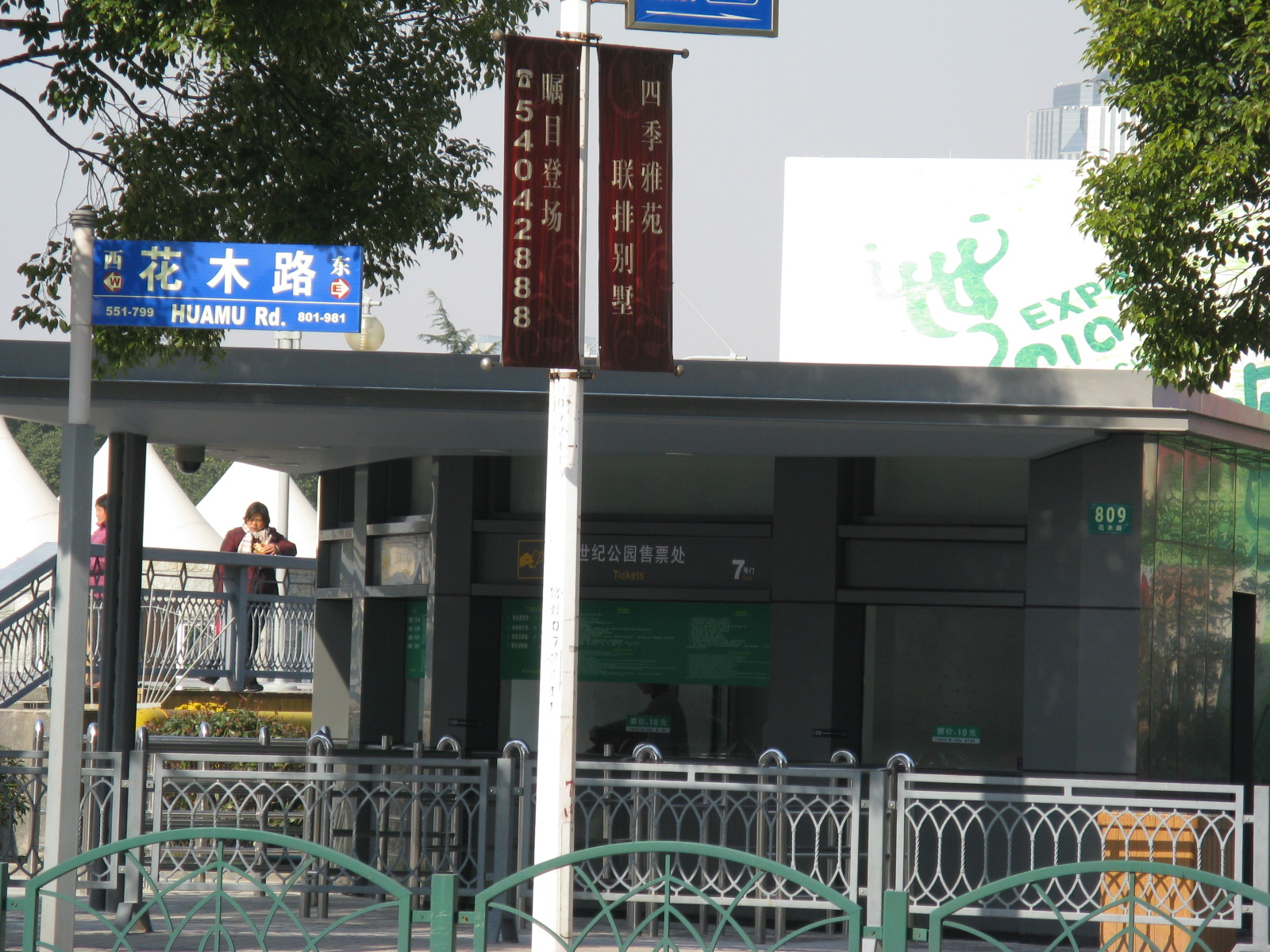
位于花木路的世纪公园7号门售票处
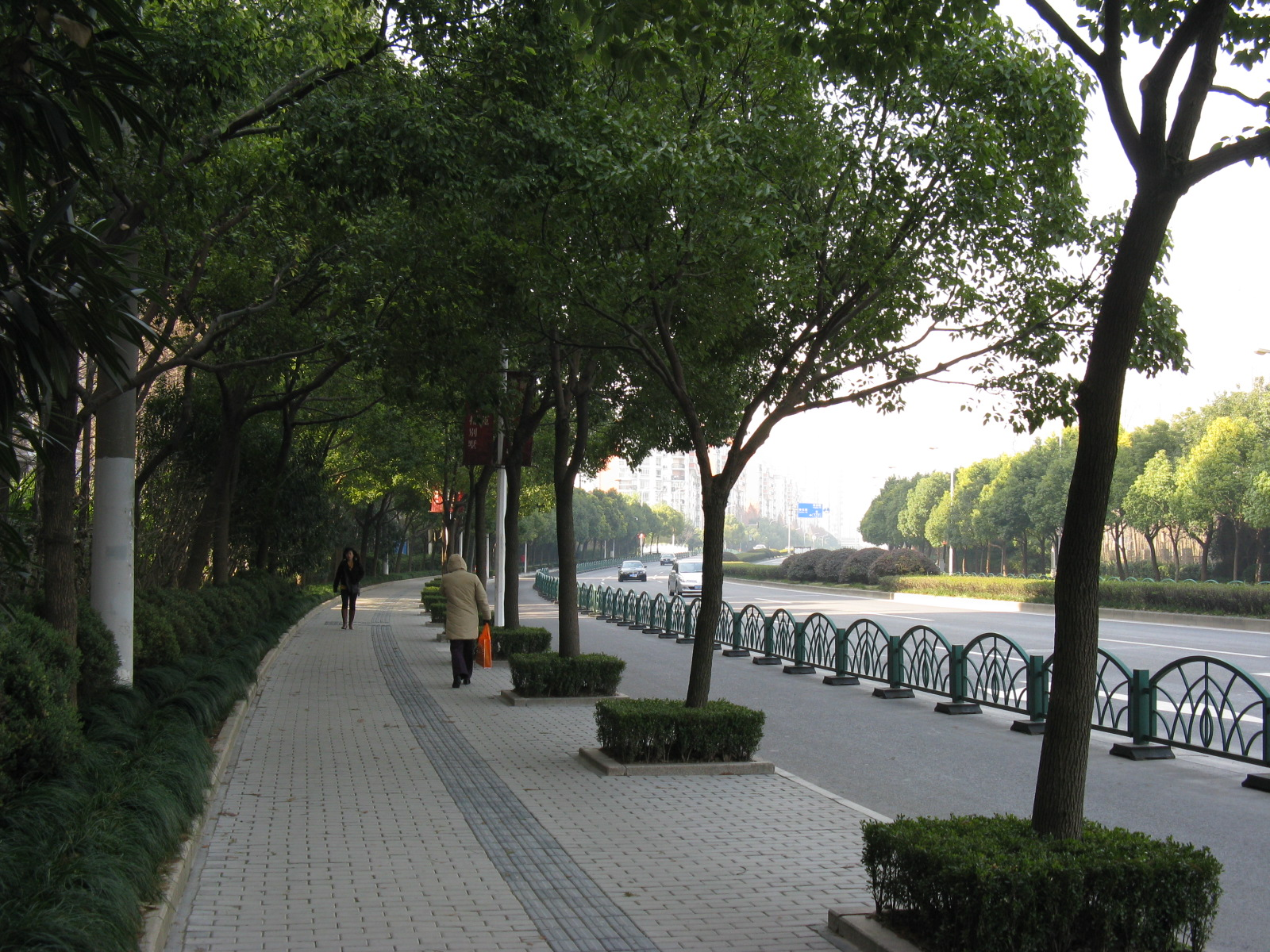
花木路世纪公园7号门附近风景一角
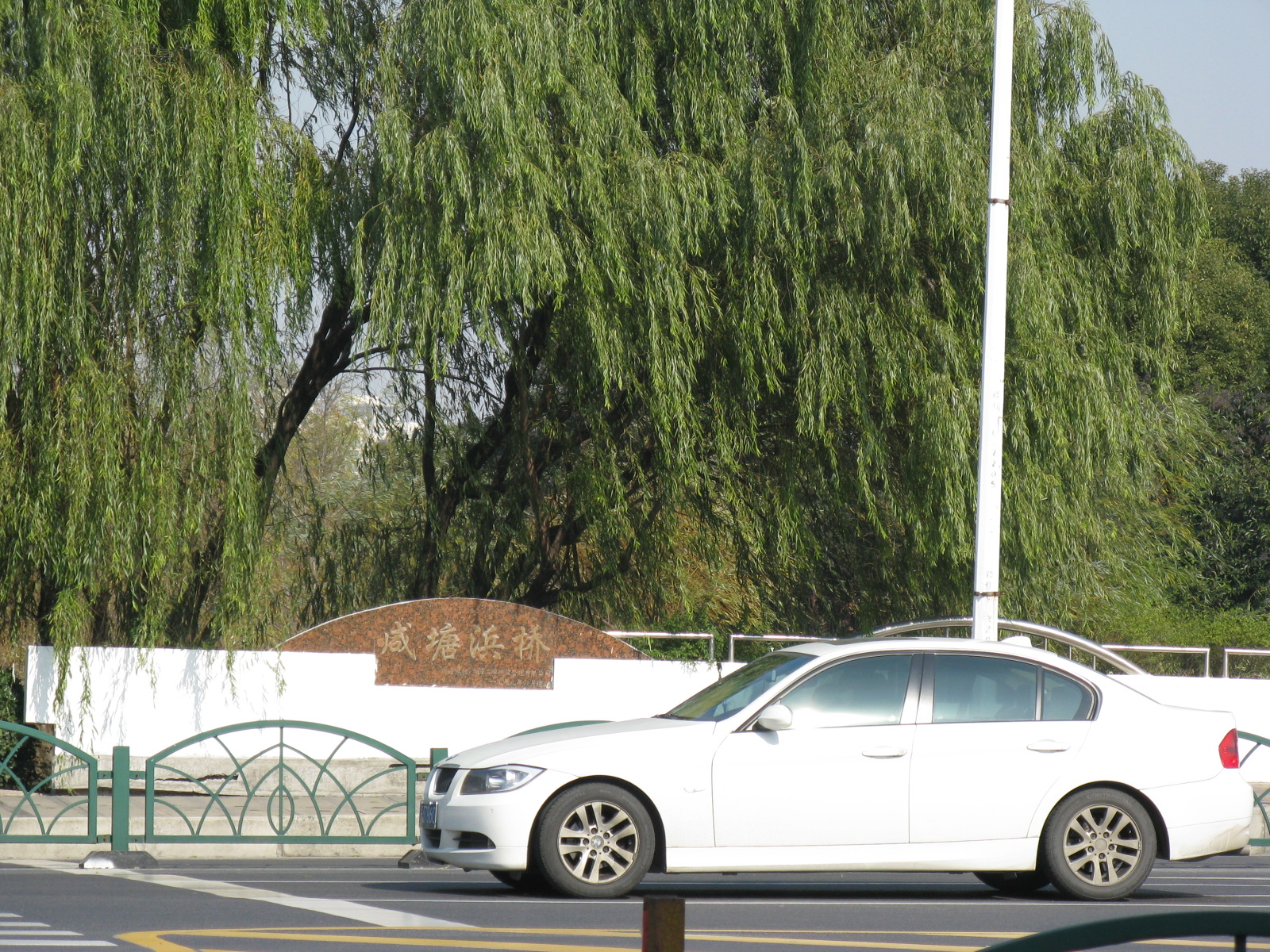
位于花木路上的咸塘浜桥